# Helepolis
Die Helepolis (altgriechisch ἑλέπολις ‚Stadteinnehmer‘; Plural helepoleis) war ein antiker griechischer beweglicher Belagerungsturm, der zuerst im 4. Jahrhundert v. Chr. belegt ist.

## Beschreibung und Verwendung

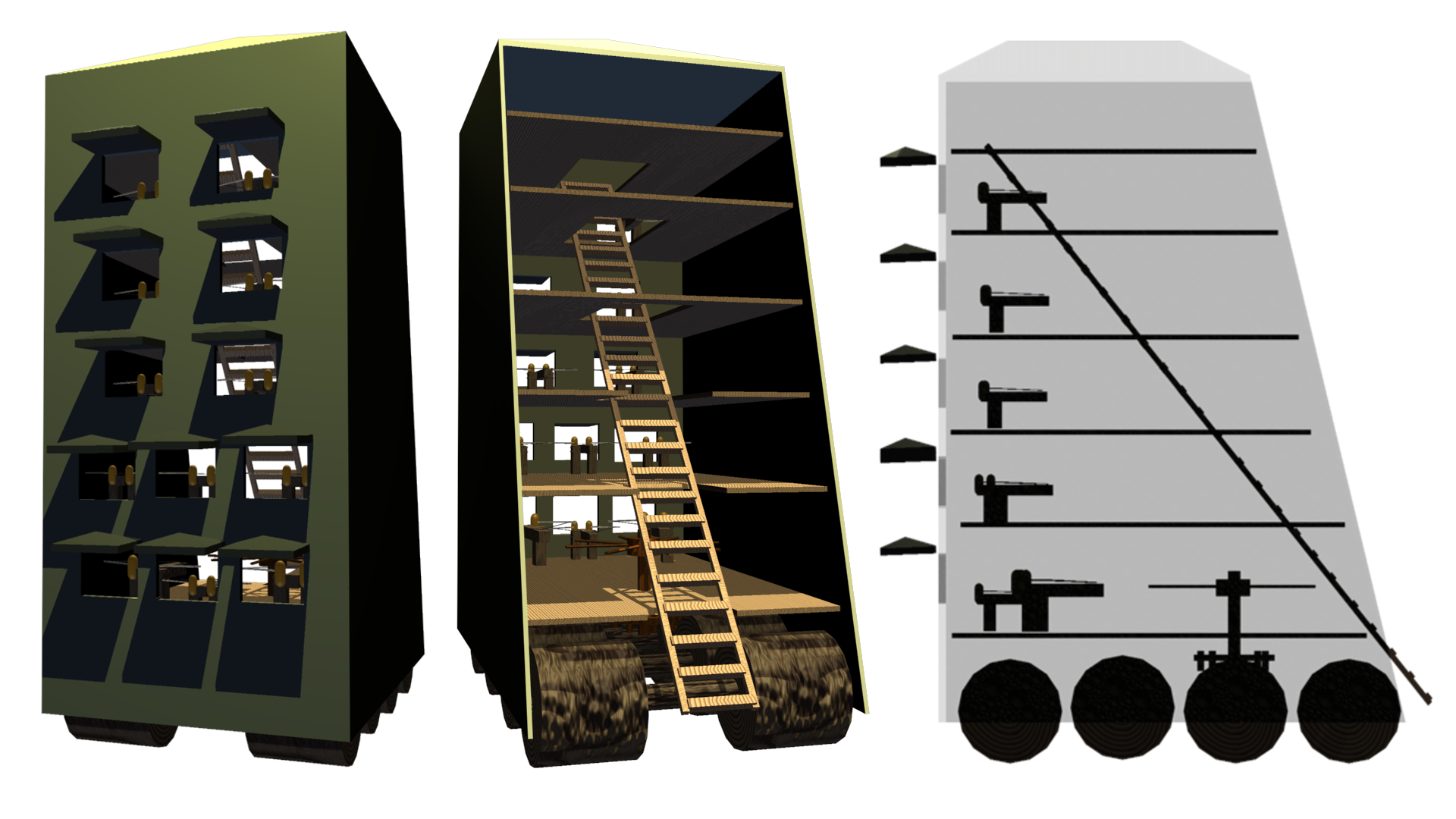
Beispiele für Helepolis-Belagerungstürme

Dieser Belagerungsturm war konisch gebaut und nach hinten offen. Mit neun Stockwerken war er nach Angaben von Plutarch 41 Meter hoch. Die Breite des Turmes betrug die Hälfte der Höhe, also etwa 20 Meter. Der Helepolis stand auf acht massiven Holzrollen, die 3,6 Meter dick waren. Die Helepolis zeichnete ein riesiges Gangspill im untersten Geschoss des Belagerungsturmes aus, die von bis zu 200 Mann im Inneren des Turmes angetrieben wurde. Dieses Gangspill trieb dann die Rollen des Turmes an, sodass sich der Helepolis selbständig vorwärts bewegen konnte. Sonst hätten die Soldaten ungeschützt den Turm von hinten schieben oder von vorne ziehen müssen.
Des Weiteren war der Helepolis auf der Vorderseite mit Eisenplatten ausgekleidet, was ihn gegen Geschosse und Feuer schützte. So konnte diese Belagerungsmaschine laut Vitruv Geschossen von bis zu 30 Kilogramm standhalten. Im Inneren führten zwei breite Treppen in die einzelnen Stockwerke. Die Maschine war mit verschiedenen Ballisten pro Stockwerk ausgestattet: Im untersten waren riesige Katapulte, die Steine von 80 Kilogramm werfen konnten. Im zweiten Stock befanden sich Kriegsmaschinen, die 27 Kilogramm schwere Steine abschießen konnten; mit jenen der oberen Stockwerke war der Abschuss von 14 Kilogramm schweren Steinen möglich. Auf der oberen Plattform waren Bogenschützen und Speerwerfer stationiert, die von dort aus auf die Verteidiger der Festung schießen konnten. All diese Ausrüstungen brachten das Gefährt allerdings auf ein Eigengewicht von 160 Tonnen.

## Geschichte
Vermutlich wurde die vielleicht auf orientalische oder karthagische Vorbilder zurückgehende Helepolis bereits von Dionysios I. von Syrakus eingesetzt; belegt ist der Begriff erst für Alexander den Großen, der eine von einem Poseidonios gebaute Helepolis bei der Belagerung von Tyros einsetzte. Besonders bekannt war die Verwendung von Helepoleis durch Demetrios I. Poliorketes bei den Belagerungen von Salamis auf Zypern 307 v. Chr. und Rhodos 304 v. Chr. In diesem Angriff scheiterte die von dem Athener Epimachos erbaute Helepolis allerdings, da die Verteidiger nach Vitruv das Feld vor der Stadt unter Wasser setzten und die Helepolis dadurch einsank und nicht mehr zu bewegen war. Die Helepolis zeichnete sich in späteren Schlachten aus. Diese Belagerungsmaschine war allerdings eher furchteinflößend als wirklich sehr effektiv: Aufgrund ihres Gewichts war die Helepolis schwer zu manövrieren und für kleinere Städte nicht geeignet.